# Chilocentrum
× Chilocentrum, (abreviado Chctm) en el comercio, es un híbrido intergenérico entre los géneros de orquídeas Ascocentrum × Chiloschista. Fue publicado en Orchid Rev. 84(995) cppo: 10 (1976).